# C--
C-- (C minus minus) – język programowania stanowiący podzbiór języka C, bardziej niskopoziomowy. Został zaprojektowany wyłącznie jako język pośredni dla kompilatorów języków funkcyjnych, dla których język C jest pośrednikiem niewystarczającym (przez brak np. rekurencji ogonowej (ang. tail recursion)).
Choć jego reprezentacja jest gołym tekstem, podobnie jak w przypadku języka C, nie jest on w ogóle przeznaczony do ręcznego pisania oprogramowania, lecz do generowania w nim kodu z języka wyższego poziomu.